# Breste
Breste (bulgariska: Бресте) är ett distrikt i Bulgarien.   Det ligger i kommunen Obsjtina Tjerven brjag och regionen Pleven, i den nordvästra delen av landet, 80 km nordost om huvudstaden Sofia.
Omgivningarna runt Breste är en mosaik av jordbruksmark och naturlig växtlighet. Runt Breste är det ganska tätbefolkat, med 70 invånare per kvadratkilometer.